# Чемпионат Европы по биатлону 2014
Открытый чемпионат Европы по биатлону 2014 года (англ. IBU U26 European Championships 2014) прошёл с 29 января по 4 февраля 2014 года в чешском местечке Нове-Место.
В чемпионате приняли участие взрослые спортсмены не старше 26 лет (на начало года) и юниоры — до 21 года. Разыгрывалось 15 комплектов медалей: по четыре в индивидуальной гонке, спринте и преследовании; две в эстафете (взрослые) и один в смешанной эстафете (юниоры).

## Результаты гонок чемпионата

### Взрослые
| Гонка                                                                                   | Мужчины | Женщины |
| --------------------------------------------------------------------------------------- | --- | --- |
| Индивидуальная гонка 1. 30 января 2014 Мужчины: 20 км 2. 30 января 2014 Женщины: 15 км  | 1. Андрей Расторгуев 52:17.6 (3) 2. Бенедикт Долль +0.3 (3) 3. Максим Цветков +1:14.8 (2) 4. Кентен Фийон Майе +1:34.4 (3) 5. Эрленн Бьёнтегор +1:36.7 (3) 6. Михаэль Вилляйтнер +1:41.0 (3) Финишный протокол                                            | 1. Одри Валланкур 51:33.4 (2) 2. Анастасия Калина +2.1 (4) 3. Ирина Кривко +9.7 (2) 4. Галина Нечкасова +22.4 (5) 5. Дарья Виролайнен +40.4 (4) 6. Кристел Вийгипуу +54.5 (3) Финишный протокол                                                     |
| Спринт 1. 1 февраля 2014 Мужчины: 10 км 2. 1 февраля 2014 Женщины: 7,5 км               | 1. Ларс Хельге Биркеланн 22:40.1 (0) 2. Максим Цветков +6.8 (1) =3. Андрей Расторгуев +28.4 (2) =3. Давид Коматц +28.4 (0) 5. Бенедикт Долль +58.0 (3) 6. Михаэль Райтер +1:05.0 (2) Финишный протокол                                                    | 1. Марте Олсбю 20:48.2 (2) 2. Виктория Падиаль Эрнандес +1.2 (0) 3. Яна Бондарь +5.4 (3) 4. Софи Буалле +7.3 (1) 5. Галина Нечкасова +7.4 (2) 6. Ане Скрове Носсум +14.6 (1) Финишный протокол                                                      |
| Гонка преследования 1. 2 февраля 2014 Мужчины: 12,5 км 2. 2 февраля 2014 Женщины: 10 км | 1. Максим Цветков 31:56.49 (1) 2. Ларс Хельге Биркеланн +2:03.9 (5) 3. Антон Бабиков +2:06.9 (3) 4. Бенедикт Долль +2:08.5 (4) 5. Тимофей Лапшин +3:02.2 (6) 6. Кентен Фийон Майе +3:03.6 (5) Финишный протокол                                           | 1. Мона Брорссон 32:38.78 (2) 2. Виктория Падиаль Эрнандес +3.2 (3) 3. Дарья Виролайнен +5.0 (4) 4. Анна Никулина +28.0 (4) 5. Бента Ланнхейм +34.6 (4) 6. Жакмин Бо +37.8 (3) Финишный протокол                                                    |
| Эстафета 1. 4 февраля 2014 Мужчины: 4x7,5 км 2. 4 февраля 2014 Женщины: 4x6 км          | 1. Австрия 1:15:30.3 (0+9) (Л. Вегер, М. Райтер, П. Бруннер, Д. Коматц) 2. Норвегия +1:05.2 (0+10) (К. Скьелвик, В. Р. Гуригард, Э. Бьёнтегор, Л. Х. Биркеланн) 3. Германия +1:50.0 (4+15) (М. Вилляйтнер, М. Бишль, Б. Долль, Ф. Граф) Финишный протокол | 1. Беларусь 1:15:39.3 (2+11) (И. Кривко, А. Толкач, О. Шиманович, А. Калина) 2. Германия +35.3 (3+14) (К. Хорхлер, А. Кнолль, В. Хинц, М. Хаммершмидт) 3. Норвегия +1:35.1 (6+17) (А. С. Носсум, Х. Фенне, Б. Ланнхейм, М. Олсбю) Финишный протокол |

### Юниоры (до 21 года)
| Гонка                                                                                   | Юниоры | Юниорки |
| --------------------------------------------------------------------------------------- | --- | --- |
| Индивидуальная гонка 1. 29 января 2014 Юниоры: 15 км 2. 29 января 2014 Юниорки: 12,5 км | 1. Рене Захна 43:23.4 (1) 2. Иван Алёхин +21.7 (2) 3. Артём Тищенко +27.8 (2) 4. Антон Синапов +1:12.0 (2) 5. Фабьен Клод +1:51.8 (3) 6. Роман Елётнов +2:27.4 (4) Финишный протокол                                                                   | 1. Анастасия Евсюнина 36:24.7 (0) 2. Анастасия Меркушина +1:51.6 (2) 3. Лиза Виттоцци +3:52.5 (3) 4. Кристина Ридер +3:57.7 (2) 5. Луиза Куммер +4:03.8 (4) 6. Анна Кубек +4:06.1 (2) Финишный протокол                                                |
| Спринт 1. 31 января 2014 Юниоры: 10 км 2. 31 января 2014 Юниорки: 7,5 км                | 1. Роман Елётнов 24:34.5 (2) 2. Адам Вацлавик +11.7 (1) 3. Майкол Деметц +21.4 (0) 4. Артём Тищенко +22.5 (2) 5. Александр Поварницын +43.9 (3) 6. Александр Марченко +48.9 (3) Финишный протокол                                                      | 1. Туули Томингас 22:13.0 (1) 2. Светлана Миронова +16.2 (2) 3. Ульяна Кайшева +22.9 (3) 4. Колин Варсен +27.8 (2) 5. Евгения Павлова +30.7 (2) 6. Анастасия Евсюнина +33.4 (2) Финишный протокол                                                      |
| Гонка преследования 1. 2 февраля 2014 Юниоры: 12,5 км 2. 2 февраля 2014 Юниорки: 10 км  | 1. Александр Поварницын 33:55.57 (2) 2. Артём Тищенко +1:24.1 (4) 3. Адам Вацлавик +1:45.6 (4) 4. Александр Марченко 5. Клеман Дюмон 6. Дани Шавутье Финишный протокол                                                                                 | 1. Светлана Миронова 33.54 (4) 2. Ульяна Кайшева +12.9 (4) 3. Дуня Здоуц +19.0 (1) 4. Евгения Павлова +21.6 (5) 5. Луиза Куммер +38.9 (4) 6. Анастасия Евсюнина +49.1 (5) Финишный протокол                                                            |
| Смешанная эстафета 1. 3 февраля 2014 Юниорки + Юниоры: 2×6 + 2×7,5 км                   | 1. Украина 1:14:32.0 (0+12) (Ю. Бригинец, Ю. Журавок, А. Доценко, А. Тищенко) 2. Россия +14.1 (1+12) (А. Евсюнина, У. Кайшева, Э. Латыпов, А. Поварницын) 3. Эстония +3:31.9 (2+12) (М. Бейлман, Т. Томингас, Й. Талихярм, Р. Захна) Финишный протокол | 1. Украина 1:14:32.0 (0+12) (Ю. Бригинец, Ю. Журавок, А. Доценко, А. Тищенко) 2. Россия +14.1 (1+12) (А. Евсюнина, У. Кайшева, Э. Латыпов, А. Поварницын) 3. Эстония +3:31.9 (2+12) (М. Бейлман, Т. Томингас, Й. Талихярм, Р. Захна) Финишный протокол |

## Таблица медалей

### Общая
| Место | Страна   |   |   |   | Всего |
| ----- | -------- | - | - | - | ----- |
| 1     | Россия   | 4 | 5 | 4 | 13    |
| 2     | Норвегия | 2 | 2 | 1 | 5     |
| 3     | Беларусь | 2 | 1 | 1 | 4     |
| 4     | Эстония  | 2 | 0 | 1 | 3     |
| 5     | Украина  | 1 | 2 | 2 | 5     |
| 6     | Австрия  | 1 | 0 | 2 | 3     |
| 7     | Латвия   | 1 | 0 | 1 | 2     |
| 8     | Канада   | 1 | 0 | 0 | 1     |
| 8     | Швеция   | 1 | 0 | 0 | 1     |
| 10    | Германия | 0 | 2 | 1 | 3     |
| 11    | Испания  | 0 | 2 | 0 | 2     |
| 12    | Чехия    | 0 | 1 | 1 | 2     |
| 13    | Италия   | 0 | 0 | 2 | 2     |

### Взрослые
| Место | Страна   |   |   |   | Всего |
| ----- | -------- | - | - | - | ----- |
| 1     | Норвегия | 2 | 2 | 1 | 5     |
| 2     | Россия   | 1 | 1 | 3 | 5     |
| 3     | Беларусь | 1 | 1 | 1 | 3     |
| 4     | Латвия   | 1 | 0 | 1 | 2     |
| 4     | Австрия  | 1 | 0 | 1 | 2     |
| 6     | Канада   | 1 | 0 | 0 | 1     |
| 6     | Швеция   | 1 | 0 | 0 | 1     |
| 8     | Германия | 0 | 2 | 1 | 3     |
| 9     | Испания  | 0 | 2 | 0 | 2     |
| 10    | Украина  | 0 | 0 | 1 | 1     |

### Юниоры
| Место | Страна   |   |   |   | Всего |
| ----- | -------- | - | - | - | ----- |
| 1     | Россия   | 3 | 4 | 1 | 8     |
| 2     | Эстония  | 2 | 0 | 1 | 3     |
| 3     | Украина  | 1 | 2 | 1 | 4     |
| 4     | Беларусь | 1 | 0 | 0 | 1     |
| 5     | Чехия    | 0 | 1 | 1 | 2     |
| 6     | Италия   | 0 | 0 | 2 | 2     |
| 7     | Австрия  | 0 | 0 | 1 | 1     |